# Amara blanchardi
Amara blanchardi är en skalbaggsart som beskrevs av Hayward. Amara blanchardi ingår i släktet Amara och familjen jordlöpare. Inga underarter finns listade i Catalogue of Life.